# Tamanaco (langue)
Pour les articles homonymes, voir Tamanaco.
 (juin 2022).
Si vous disposez d'ouvrages ou d'articles de référence ou si vous connaissez des sites web de qualité traitant du thème abordé ici, merci de compléter l'article en donnant les références utiles à sa vérifiabilité et en les liant à la section « Notes et références ».
Le tamanaco est une langue disparue du groupe des langues caribes, apparentée au chaima et à l’arekuna (ou pemon).